# 愛すれど心さびしく
『愛すれど心さびしく』（The Heart Is a Lonely Hunter）は、1968年のアメリカ合衆国の映画である。カーソン・マッカラーズの小説『心は孤独な狩人』（新潮文庫）を原作としている。

## ストーリー
アメリカ西部に住む2人の若者。宝石店に勤める彫刻師シンガー、いとこの食品店を手伝っているギリシャ人のアントナパウロス。2人は口もきけなければ、しかし、精神薄弱気味のアントナパウロスは病状が悪化し、いとこの手で病院に送られてしまう。町を去り、ケリー夫妻の家に下宿する。他の下宿人は熱弁をふるって満足だが、シンガーは孤独感を増すだけ。夫妻にはミック（ソンドラ・ロック）という14歳の娘がいる。骨折した父の治療費を払うため下宿人をおいている、という家庭の事情を知ってはいたが、自分の部屋を空けなければならず、新しい下宿人を憎みさえした。ミックは密かに音楽家になる夢を描いているが、貧しくてラジオも買えない。ある日ジェファーソンの町でオーケストラのコンサートが開かれる。チケットが買えず会場に入れないミックはこっそりと非常階段のところで、漏れ聞こえてくる音に耳を傾ける。これを知ったシンガーはプレイヤーを買って来て、コンサートの曲「ジュピター」交響曲第41番 (モーツァルト)を聞かせてあげる（曲が終わっても気がつかないのだが…）。黒人の医師コープランドは娘にそむかれ、白人にはいわれのない憎しみを持っている。シンガーとも徐々にではあるが心の窓を開いていった。ところが、ミックは家庭の経済状態から学校を退めざるをえなくなり、自暴自棄に男に体を与え、シンガーを避けるようになる。コープランドもある事件をきっかけに娘と和解。シンガーは再びひとりぼっちになってしまった。アントナパウロスは彼の努力にもかかわらず、精神病院から出ることができないまま淋しく死ぬ。その知らせを聞いてシンガーは自殺を決意する。数か月後、シンガーの墓の前で泣いているミックの姿があった。「知ってほしいの、心からあなたを愛していました」－－同じ言葉を何度も何度もくり返すミック。彼女もまた、心は孤独な狩人だった。

## キャスト
| 役名             | 俳優                 | 日本語吹替                                                                                            |
| 役名             | 俳優                 | NETテレビ版                                                                                           |
| ---------------- | -------------------- | --- |
| シンガー         | アラン・アーキン     | セリフ無し                                                                                            |
| ミック           | ソンドラ・ロック     | 山本嘉子                                                                                              |
| コープランド医師 | パーシー・ロドリゲス | 高塔正翁                                                                                              |
| ポーティア       | シシリー・タイソン   | 此島愛子                                                                                              |
| ジェイク         | ステイシー・キーチ   | 寺島幹夫                                                                                              |
| アントナパウロス | チャック・マッカン   | |
| ケリー夫人       | ローリンダ・バレット | |
| 不明 その他      |                      | 宮田光 瀬能礼子 内海敏彦 石丸博也 野島昭生 国坂伸 村松康雄 緑川稔 鈴木れい子 芝夏美 仲木隆司 広瀬正志 |
|                  |                      | |
| 演出             | 演出                 | 高桑慎一郎                                                                                            |
| 翻訳             | 翻訳                 | 入江敦子                                                                                              |
| 効果             |                      | |
| 調整             |                      | |
| 制作             | 制作                 | 千代田プロダクション                                                                                  |
| 解説             |                      | |
| 初回放送         | 初回放送             | 1976年3月28日 『日曜洋画劇場』                                                                        |

※ザ・シネマにて、2016年に日本語吹替が放送された。

## スタッフ
- 監督：ロバート・エリス・ミラー
- 製作総指揮：トーマス・Ｃ・ライアン トーマス・C・ライアン
- 脚本：トーマス・C・ライアン
- 原作：カーソン・マッカラーズ
- 撮影：ジェームズ・ウォン・ハウ
- 編集：ジョン・F・バーネット
- 音楽：デイヴ・グルーシン

## 受賞
第41回アカデミー賞
- アカデミー主演男優賞（ノミネート）
- アカデミー助演女優賞（ノミネート）

第26回ゴールデングローブ賞
- ゴールデングローブ賞 作品賞 (ドラマ部門)（ノミネート）
- ゴールデングローブ賞 主演男優賞 (ドラマ部門)（ノミネート）
- ゴールデングローブ賞 助演女優賞（ノミネート）

第34回ニューヨーク映画批評家協会賞
- ニューヨーク映画批評家協会賞 主演男優賞